# Lorenzo Litta
Lorenzo Litta   (Milà, 23 de febrer de 1756 - Monteflavio, 1 de maig de 1820) fou un cardenal italià pertanyent a la noblesa i fou oncle de l'historiador Pompeu Litta (1781-1852).
Després d'acabar els seus estudis, entrà en la carrera eclesiàstica i fou pronotari apostòlic, arquebisbe de Tebes in partibus, nunci a Polònia (1794), cardenal (1801), prefecte de la Congregació de l'Índex i prefecte de la Propaganda (1814).
Assistí com ambaixador extraordinari del papa Pius VI a la coronació del tsar Pau I, va prendre part en el conclau que elegí a Pius VII i, per haver-se negat a assistir al casament de l'emperador Napoleó i Maria Lluïsa d'Àustria, fou objecte de persecucions.
Deixà  Lettres sur les quatre articles dits de clergue de France (París, 1826).